# Persone di cognome Khan
| Questa pagina contiene informazioni ricavate automaticamente dalle voci biografiche con l'ausilio del template Bio e di un bot. L'aggiornamento è periodico e automatico e ricostruisce completamente la pagina. Se manca una persona in questa lista, sei pregato di non aggiungerla, ma accertati piuttosto che la sua voce biografica contenga il template Bio e che i dati anagrafici siano correttamente compilati. Se il template Bio manca, inseriscilo tu stesso o, in alternativa, metti l'avviso {{tmp\|Bio}} che ne segnala la mancanza. Se i dati riportati sono sbagliati, correggi direttamente la voce biografica; le modifiche saranno visibili in questa lista entro pochi giorni. Per chiarimenti vedi il progetto antroponimi. La lista contiene solo le 93 persone che sono citate nell'enciclopedia e per le quali è stato implementato correttamente il template Bio. Pagina aggiornata al 23 lug 2025. |

Questa è una lista di persone presenti nell'enciclopedia che hanno il cognome Khan, suddivise per attività principale.

## Attivisti(1)
- Lal Khan, attivista e politologo pakistano (Bhaun, n. 1956 - † 2020)

## Attori(15)
- Aamir Khan, attore, produttore cinematografico e regista indiano (Bandra, n. 1965)
- Amjad Khan, attore e regista indiano (Mumbai, n. 1940 - Mumbai, † 1992)
- Arbaaz Khan, attore indiano (Mumbai, n. 1967)
- Faraaz Khan, attore e modello indiano (Mumbai, n. 1970 - † 2020)
- Feroz Khan, attore, montatore e produttore cinematografico indiano (Bangalore, n. 1939 - Bangalore, † 2009)
- Imran Khan, attore indiano (Madison, n. 1983)
- Irrfan Khan, attore indiano (Tonk, n. 1967 - Mumbai, † 2020)
- Kader Khan, attore e sceneggiatore indiano (Kabul, n. 1937 - Toronto, † 2018)
- Rehman, attore indiano (Lahore, n. 1921 - Mumbai, † 1984)
- Sajid Khan, attore indiano (Bombay, n. 1951 - Kayamkulam, † 2023)
- Shah Rukh Khan, attore, produttore cinematografico e personaggio televisivo indiano (Nuova Delhi, n. 1965)
- Sheezan Mohammed Khan, attore indiano (Mumbai, n. 1994)
- Sohail Khan, attore, regista e produttore cinematografico indiano (Mumbai, n. 1970)
- Zayed Khan, attore indiano (India, n. 1980)
- Dilip Kumar, attore indiano (Peshawar, n. 1922 - Mumbai, † 2021)

## Attrici(1)
- Tabu, attrice indiana (Hyderabad, n. 1971)

## Avvocate(1)
- Irene Khan, avvocata bangladese (Dacca, n. 1956)

## Avvocati(1)
- Karim Ahmad Khan, avvocato britannico (Edimburgo, n. 1970)

## Calciatori(6)
- Adil Khan, calciatore indiano (Goa, n. 1988)
- Dario Khan, calciatore mozambicano (Maputo, n. 1984)
- Kaleemullah Khan, ex calciatore pakistano (Chaman, n. 1992)
- Mansoor Khan, calciatore pakistano (n. 1997)
- Molik Jesse Khan, calciatore trinidadiano (San Fernando, n. 2004)
- Otis Khan, calciatore pakistano (Ashton-under-Lyne, n. 1995)

## Cantanti(3)
- Fawad Khan, cantante e attore pakistano (Lahore, n. 1981)
- Nusrat Fateh Ali Khan, cantante e musicista pakistano (Faisalabad, n. 1948 - Londra, † 1997)
- Roy Khan, cantante norvegese (Elverum, n. 1970)

## Cardiochirurghi(1)
- Hasnat Khan, cardiochirurgo pakistano (Jhelum, n. 1958)

## Chitarristi(1)
- Steve Khan, chitarrista statunitense (Los Angeles, n. 1947)

## Compositrici(1)
- Noor Inayat Khan, compositrice, scrittrice e agente segreta indiana (Mosca, n. 1914 - Dachau, † 1944)

## Condottieri(1)
- Kublai Khan, condottiero mongolo (n. 1215 - Khanbaliq, † 1294)

## Coreografe(2)
- Farah Khan, coreografa, regista e sceneggiatrice indiana (Bombay, n. 1965)
- Saroj Khan, coreografa indiana (Mumbai, n. 1948 - † 2020)

## Danzatori(1)
- Akram Khan, ballerino e coreografo britannico (Wimbledon, n. 1974)

## Dirigenti d'azienda(1)
- Nick Khan, dirigente d'azienda statunitense (Las Vegas)

## Disc jockey(1)
- Naughty Boy, disc jockey, produttore discografico e musicista britannico (Watford, n. 1981)

## Educatori(1)
- Salman Amin Khan, educatore e imprenditore statunitense (New Orleans, n. 1976)

## Filosofi(1)
- Syed Ahmed Khan, filosofo e educatore indiano (Delhi, n. 1817 - Aligarh, † 1898)

## Generali(3)
- Ganj Ali Khan, generale e nobile curdo (Kerman)
- Malik Umar Hayat Khan, generale indiano (n. 1875 - † 1944)
- Ayyub Khan, generale e politico pakistano (Abbottabad, n. 1907 - Islamabad, † 1974)

## Giocatori di squash(2)
- Jahangir Khan, giocatore di squash pakistano (Karachi, n. 1963)
- Jansher Khan, giocatore di squash pakistano (Peshawar, n. 1969)

## Giuriste(1)
- Lina Khan, giurista statunitense (Londra, n. 1989)

## Hockeisti in carrozzina(1)
- Janzeeb Khan, hockeista in carrozzina tedesco (Recklinghausen, n. 1992)

## Hockeisti su prato(5)
- Abdul Waheed Khan, hockeista su prato pakistano (Rajpur, n. 1936 - † 2022)
- Ahmed Sher Khan, hockeista su prato indiano (n. 1912 - † 1967)
- Anwar Ahmed Khan, hockeista su prato pakistano (Bhopal, n. 1933 - Karachi, † 2014)
- Feroze Khan, hockeista su prato indiano (Jalandhar, n. 1904 - Karachi, † 2005)
- Motiullah Khan, hockeista su prato pakistano (Bahawalpur, n. 1934 - Bahawalpur, † 2022)

## Imprenditori(2)
- Tony Khan, imprenditore e dirigente sportivo statunitense (Champaign, n. 1982)
- Shahid Khan, imprenditore e dirigente sportivo pakistano (Lahore, n. 1950)

## Mistici(1)
- Inayat Khan, mistico, musicista e scrittore indiano (Vadodara, n. 1882 - Nuova Delhi, † 1927)

## Musicisti(4)
- Ali Akbar Khan, musicista bangladese (Shibpur, n. 1922 - San Anselmo, † 2009)
- Nishat Khan, musicista indiano (Calcutta, n. 1965)
- Shujaat Husain Khan, musicista indiano (n. 1960)
- Imdad Khan, musicista indiano (n. 1848 - † 1920)

## Nobili(2)
- Ali Mardan Khan, nobile e militare curdo († 1657)
- Ali Ahmad Khan, nobile e emiro afghano (Mashhad, n. 1883 - Kabul, † 1929)

## Polistrumentiste(1)
- Bat for Lashes, polistrumentista, cantante e compositrice britannica (Wembley, n. 1979)

## Politiche(1)
- Ra'ana Liaquat Ali Khan, politica e attivista pakistana (Almora, n. 1905 - Karachi, † 1990)

## Politici(7)
- Ghulam Ishaq Khan, politico pakistano (Ismailkhel, n. 1915 - Peshawar, † 2006)
- Liaquat Ali Khan, politico pakistano (Karnal, n. 1896 - Rawalpindi, † 1951)
- Ismail Khan, politico afghano (Shindand, n. 1946)
- Afzal Khan, politico britannico (Jhelum, n. 1958)
- Purdil Khan, politico e generale afghano (Kapisa, † 1930)
- Sadiq Khan, politico e avvocato britannico (Londra, n. 1970)
- Wajid Khan, politico britannico (Burnley, n. 1979)

## Principi(1)
- Wazir Akbar Khan, principe afghano (n. 1816 - Jalalabad, † 1847)

## Produttrici cinematografiche(1)
- Gauri Khan, produttrice cinematografica indiana (Nuova Delhi, n. 1970)

## Psicoanalisti(1)
- Masud Khan, psicoanalista inglese (Jhelum, n. 1924 - Londra, † 1989)

## Pugili(1)
- Amir Khan, pugile inglese (Bolton, n. 1986)

## Rapper(1)
- M Huncho, rapper britannico (Londra, n. 1993)

## Registe(2)
- Deeyah Khan, regista cinematografica e produttrice cinematografica norvegese (Oslo, n. 1977)
- Nahnatchka Khan, regista, sceneggiatrice e produttrice televisiva statunitense (Las Vegas, n. 1973)

## Registi(3)
- Kabir Khan, regista e sceneggiatore indiano (Hyderabad)
- Mansoor Khan, regista indiano (Hyderabad)
- Mehboob Khan, regista indiano (Bilimora, n. 1907 - Bombay, † 1964)

## Religiosi(1)
- Bogd Khan, religioso mongolo (Mongolia Esterna, n. 1869 - Khanato di Mongolia, † 1924)

## Scrittori(1)
- Vaseem Khan, scrittore britannico (Newham, n. 1973)

## Sovrani(4)
- Abd al-Ahad Khan, sovrano uzbeko (Karmana, n. 1859 - Bukhara, † 1911)
- Mohammed Alim Khan, sovrano uzbeko (Bukhara, n. 1880 - Kabul, † 1944)
- Nasrullah Khan, sovrano uzbeko (Bukhara, n. 1806 - Bukhara, † 1860)
- Saadat Ali Khan II, sovrano indiano (n. 1752 - Lucknow, † 1814)

## Virologi(1)
- Sheik Umar Khan, virologo sierraleonese (n. 1975 - † 2014)

## Senza attività specificata(7)
- Abdur Rahman Khan, emiro afghano (Kabul, n. 1844 - Kabul, † 1901)
- Mohammad Afzal Khan, emiro afghano (Kabul, n. 1815 - Kabul, † 1867)
- Mohammad Azam Khan, emiro afghano (Kabul, n. 1820 - Tehran, † 1870)
- Mohammad Yaqub Khan, emiro afghano (Kabul, n. 1849 - Shimla, † 1923)
- Ayub Khan, emiro afghano (Kabul, n. 1857 - Lahore, † 1914)
- Sher Ali Khan, emiro afghano (Kabul, n. 1825 - Mazar-e Sharif, † 1879)
- Wazir Ali Khan, indiano (Lucknow, n. 1780 - Fort William, † 1817)